# ITC Stella Maris
ITC Stella Maris je teniski teren u Umagu u Hrvatskoj. Kompleks je domaćin godišnjeg događaja serije 250, Croatia Open Umag. Stadion ima kapacitet od 3500 ljudi.

## Poveznice
- Umag